# Дрейк дель Кастильо, Эмманюэль
Эмманюэль Дрейк дель Кастильо (фр. Emmanuel Drake del Castillo; 1855—1904) — французский ботаник испанского происхождения.

## Краткая биография
Уильям Дейк и Мэри Спенсер (прадед и прабабка Эмманюэля Дрейка дель Кастильо) переселились из британского Девонширв на Кубу в 1760-е годы, где родился их сын Джеймс. Позже Джеймс изменил имя на Хайме (исп. Jaime) и примерно в 1800 году переселился в Париж.
Эмманюэль Дрейк дель Кастильо родился в Париже в семье Сантьяго Дрейка дель Кастильо (1805—1871) — сына Джеймса/Хайме — и его 2-й жены Шарлотты Клэр Спиц/Шпиц Фриан (Charlotte Claire Spitz). Ученик Луи Эдуара Бюро (1830—1918), профессора Парижского музея естествознания.
Между 1886 и 1892 годами Дрейк опубликовал большую иллюстрированную работу Illustrationes Florae Insulae Maris Pacifici («Иллюстрированные флоры островов Тихого океана»), в которой обобщил свои исследования флоры Французской Полинезии.
В 1893 году в Париже была издана работа Дрейка Flore de la Polynésie française (Флора Французской Полинезии).
Помимо тихоокеанской флоры, Дрейк также занимался изучение флоры Мадагаскара.
Дрейк собрал гербарий, в котором было более пятисот тысяч образцов. После его смерти, последовавшей в 1904 году, гербарий был передан в Парижский музей естествознания.